# Enhydris chanardi
Espèce
Statut de conservation UICN

 DD  : Données insuffisantes
Enhydris chanardi est une espèce de serpents de la famille des Homalopsidae.

## Distribution
Cette espèce est endémique de Thaïlande. Elle se rencontre dans les environs de Bangkok.

## Description
Enhydris chanardi mesure de 16,5 à 42,5 cm pour les mâles et de 23,5 à 55 cm pour les femelles, mâles et femelles ont une queue d'environ 6,5 cm.

## Étymologie
Cette espèce est nommée en l'honneur de Tanya Chan-ard.

## Publication originale
- Murphy & Voris, 2005 : A new Thai Enhydris (Serpentes: Colubridae: Homalopsinae). Raffles Bulletin of Zooogy, p. 53, n. 1, p. 143-147 (texte intégral).